# هفائستوس
هفائستوس (به یونانی: Ἥφαιστος) و (به انگلیسی: Hephaestus) در اساطیر یونانی ایزد آهنگری، صنعت‌گری، تندیس‌گری، فلز، آتشفشان و آتش، پسر ایزد آسمان‌ها زئوس و ملکهٔ ایزدان هرا است. بر اساس روایات دیگری، او هیچ پدری ندارد و هرا به‌طور مستقل از زئوس او را به دنیا آورده‌است، و این مسئله به‌دلیل حسادت هرا به همسرش زئوس بود که صاحب دختری به نام آتنا از زنی دیگر شده بود. 
با این حال دربارهٔ این داستان اختلاف نظر وجود دارد، چون این هفائستوس بود که با تبر به سر زئوس زد و از سر شکافته زئوس، آتنا با زره کامل بیرون آمد. به عنوان آهنگر ایزدان، هفائستوس وظیفه ساخت تمامی سلاح‌های ایزدان در المپ را بر عهده داشت. زئوس برای جلوگیری از نزاع بر سر ازدواج با دختر زیبایش، آفرودیته را به همسری هفائستوس درآورد. 
او عمدتاً در شهر آتن پرستش می‌شد، اما در سایر مناطق همچون مراکز تولیدی و صنعتی یونان نیز مورد پرستش قرار می‌گرفت. نمادهای مرتبط با او آتش، چکش، سندان و یک جفت انبر بودند. او قابل قیاس با وولکان در اساطیر روم باستان است.

## معلولیت هفائستوس و سقوط از المپ
هفائستوس به خاطر طرفداری از مادر توسط زئوس به زمین افکنده شد و لنگ شد. در آثار هومر؛ هفائستوس فرزند زئوس و هرا و لنگ زاده می‌شود و در ایلیاد به هنگامی که هرا و زئوس دربارهٔ هراکلس مشاجره می‌کنند، هفائستوس جانب مادر را می‌گیرد و زئوس که از این ماجرا خشمگین است یک پای هفائستوس را می‌گیرد و او را به آسمان پرتاب می‌کند و پس از این ماجرا هفائستوس لنگ هشت سال را از جانب تتیس پرستاری می‌شود. 
داستان رانده شدن هفائستوس همانند طرد یک فرزند خوانده از جانب زئوس و پرستاری او از جانب تتیس، گویای پیوند این روایت با اسطوره جانشینی است و گوئی هفائستوس خدائی است که آهنگ برانداختن زئوس را داشت.
در اسطوره‌ای بر گرفته از سفالی منقوش و انحصاری هفائستوس به هنگام غیبت خود از المپ تختی از طلا می‌سازد و آن را برای مادر خود به المپ می‌فرستد و هرا با نشستن بر تخت نمی‌تواند از روی آن برخیزد. از آن جا که تنها سازنده تخت از این راز آگاه است، خدایان دیونیسوس را به دنبال هفائستوس می‌فرستند. دیونیسوس؛ آهنگر خدا هفائستوس را مست سوار بر یک خر به المپ بازمی‌گرداند و وی مادرش را آزاد می‌کند.
در روایتی دیگر لنگ به دنیا آمد و به همین سبب از آسمان‌ها رانده شد. در روایتی دیگر هفائستوس کور و شاگرد یک رامشگر و در آهنگری او کار می‌کند و در جبران ناتوانی در کاربرد چشم‌ها یا که پای خود دست‌ها و شانه‌هایش را به کار می‌گیرد و از دست دادن چشم بر اثر جرقه آهن شاید خاستگاه اسطوره سایکلاپس چشم است. هفائستوس صنعتگر ورزیده‌ای بود که در جزیرهٔ لیمنوس زندگی می‌کرد.

## ساخته‌های فوق‌العاده هفائستوس
با بودن آهنگر و صنعت‌گری ماهر، هفائستوس سازنده اجسام فوق‌العاده‌ای از مواد مختلف، به ویژه فلز بود. او با کمک سیکلوپ‌ها که همچنین کارکنان و دستیارهای او به‌شمار می‌رفتند، آذرخش و عصای سلطنتی زئوس را درست کرد. 
او همچنین سلاح‌ها و زره‌های بیشماری را برای ایزدان و پهلوانان خلق کرده بود. برای آتنا، سپر ایجس را درست کرد و برای کمان ایزد عشق اروس یا کوپیدو پیکان درست نمود. ارابهٔ باشکوه و آتشین ایزد خورشید هلیوس که از صبح تا غروب با آن در آسمان‌ها می‌تاخت، توسط هفائستوس ساخته شده بود. 
همچنین زرهٔ شکست‌ناپذیر آشیل، در زمان محاصره تروا به‌دست او ساخته شده بود. هفائستوس، به دستور زئوس نخستین زن روی زمین را خلق کرد. او به‌وسیلهٔ آب و خاک اولین زن را ساخت. نام این زن پاندورا بود و در نتیجه بازکردن جعبه‌ای که گفته شده بود هرگز نگشاید، مصیبت‌ها را بر روی زمین پراکنده کرد.